# ألبرتو مانشيني
البرتو مانشيني (بالإسبانية: Alberto Mancini)‏ مواليد 20 مايو 1969 في ميسيونس، الأرجنتين، هو لاعب كرة مضرب أرجنتيني سابق كان يلعب باليد اليمنى بدأ مسيرته كمحترف عام 1987، اعتزال اللعب في 1994.

## روابط خارجية
- ألبرتو مانشيني على موقع رابطة محترفي التنس (الإنجليزية)
- ألبرتو مانشيني على موقع الاتحاد الدولي لكرة المضرب (الإنجليزية)
- ألبرتو مانشيني على موقع كأس ديفيز (الإنجليزية)
- ألبرتو مانشيني على موقع خلاصة التنس.كوم (الإنجليزية)
- ألبرتو مانشيني على موقع اللجنة الأولمبية الدولية (الإنجليزية)
- ألبرتو مانشيني على موقع أوليمبيديا (الإنجليزية)